# Salsa Cumberland

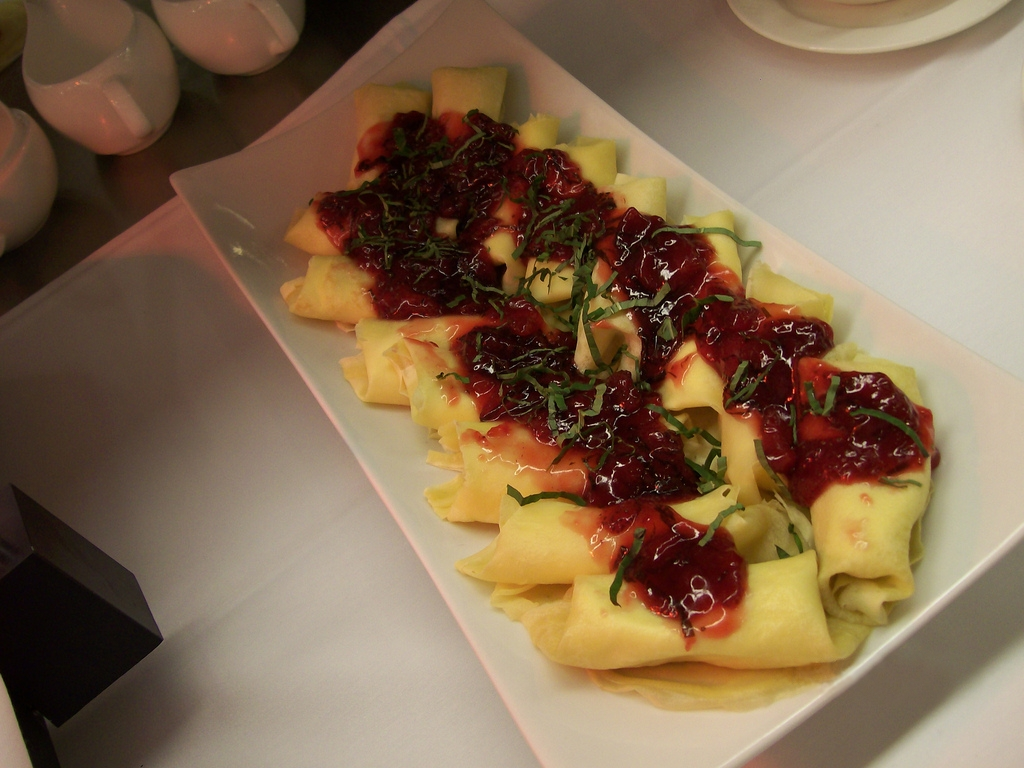
Crepes de pato confitado con salsa Cumberland y albahaca fresca.

La salsa Cumberland (denominada también como sauce Cumberland o Salsa Oxford) es una salsa que se sirve fría. Es una mezcla de diversos zumos de fruta mezclados con mostaza y cayena. Es habitual de platos de carne de caza, generalmente servidos en forma de fiambres y galantinas. Es frecuente en meriendas camprestres del Reino Unido.

## Historia
La salsa se denomina en honor del duque de Cumberland, hijo menor de Jorge II de Gran Bretaña y Carolina de Ansbach. Es, en general, más conocido por haber sofocado el levantamiento jacobita en la batalla de Culloden en 1746. El gastrónomo Escoffier fue quien la popularizó.

## Características
Se suele preparar con jalea de grosellas a la que se añade zumo de limón (a veces también naranja), se suele mezclar con salsa de mostaza (mostaza en polvo), cayena molida (a veces pimienta negra molida), y jengibre. Todo ello mezclado en frío. Antes de servirse se suele cortar las cáscaras de limón (o naranja) finamente cortada en juliana (denominada 'matchsticks'). En algunas recetas se prescinde de los zumos de frutas y se añade en su lugar azúcar y vino de Oporto.